# Sinfonía n.º 90 (Haydn)

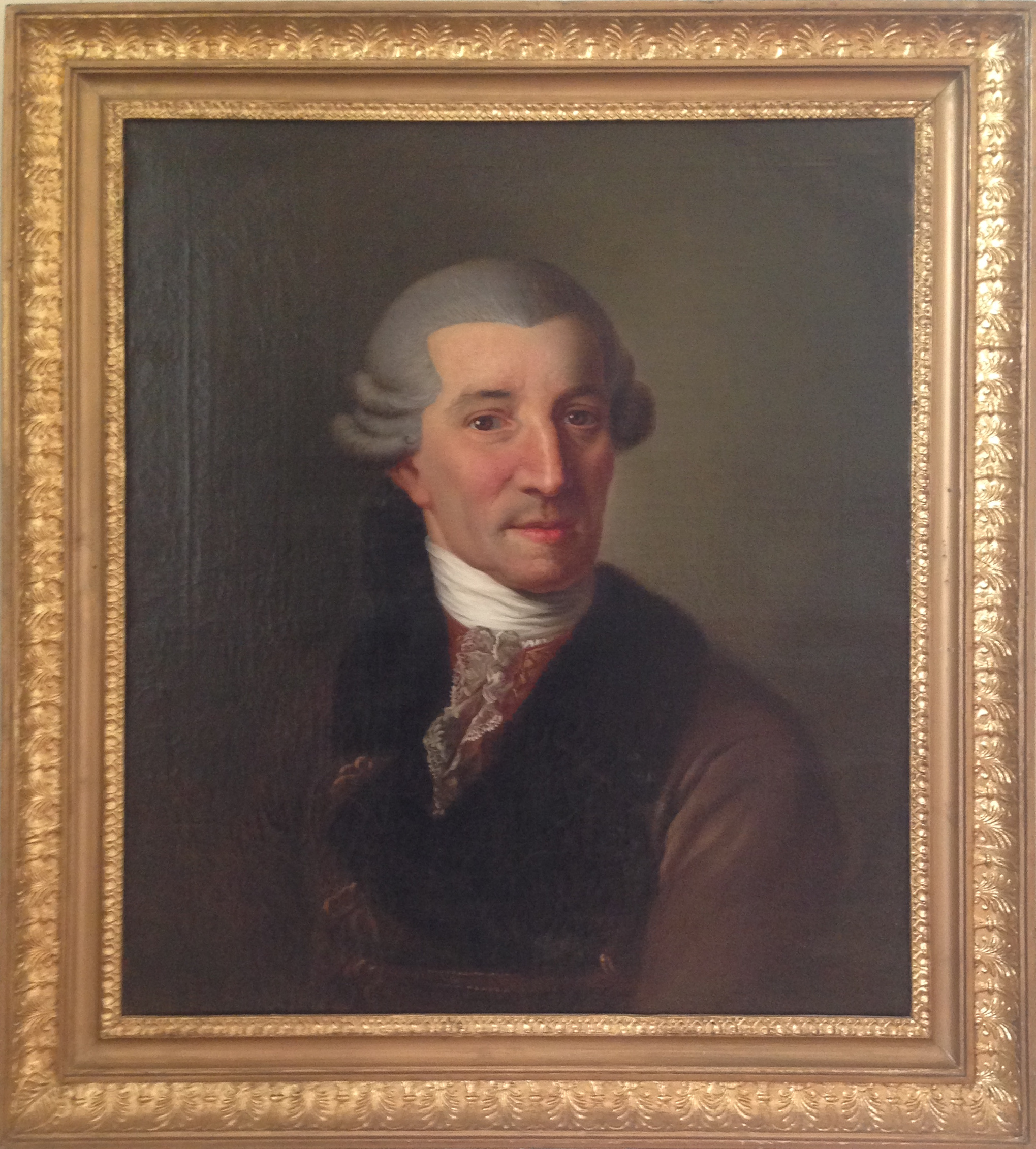
Haydn en 1785.

La Sinfonía n.º 90 en do mayor, Hob. I:90, también conocida como Letra R, fue compuesta por Joseph Haydn en 1788.

## Historia
La producción sinfónica del maestro austríaco puede dividirse a grandes rasgos en tres bloques temporales: el primer bloque (1757-1761) se corresponde con su periodo al servicio del conde Carl von Morzin (n.º 1 - n.º 5); el segundo bloque en la corte Esterházy (1761-1790 pero con la última sinfonía para el público de Esterházy en 1781); y el tercer bloque (1782-1795) comprende las Sinfonías de París (n.º 82 - n.º 87) y las Sinfonías de Londres (n.º 93 - n.º 104). El 1 de mayo de 1761 el compositor firmó su contrato como vice-kapellmeister (más tarde kapellmeister) de la familia Esterházy, que nominalmente duró 48 años, hasta su muerte.
La composición de esta pieza se desarrolló en 1787. Se conserva la partitura manuscrita autógrafa. A finales de la década de 1780, tras muchos años de relativa oscuridad en la corte del príncipe Nicolás Esterházy, Haydn se convertiría en toda una celebridad en Europa. Las seis Sinfonías de París, compuestas por encargo del Concert de la Loge Olympique de París en 1785 y 1786, habían sido grandes éxitos y Haydn pronto se embarcaría en el primero de los viajes a Londres que sellarían su fama. Claude-François-Marie Rigoley, el conde de Ogny, había ayudado a Haydn a participar en los conciertos de la Loge Olympique, y le encargó otras tres sinfonías. Las Sinfonías n.º 90, 91 y 92 de Haydn forman un trío de obras interconectadas creadas para el Concert de la Loge Olympique de París en los años inmediatamente anteriores al viaje a Inglaterra del compositor. En estas últimas sinfonías, y sin duda en las venideras Sinfonías de Londres, el gran maestro hace gala de un dominio absoluto e inconfundible tanto de la orquesta como del género sinfónico.
El sobrenombre Letra R hace alusión a un antiguo método de catalogación de la producción sinfónica de Haydn.

## Instrumentación
La partitura está escrita para una orquesta formada por:
- Viento madera: 1 flauta, 2 oboes y 2 fagotes.
- Viento metal: 2 trompas (en do alto) y 2 trompetas.
- Percusión: timbales.
- Cuerda: una sección de cuerdas con 2 violines, viola, violonchelo y contrabajo.

Las partes para trompetas y timbales es probable que fueran incluidas con posterioridad o bien añadidas a la partitura original en páginas sueltas al igual que en la Sinfonía n.º 86. En cuanto a la participación del clavecín como bajo continuo en las sinfonías de Haydn existen diversas opiniones entre los estudiosos: James Webster se sitúa en contra; Hartmut Haenchen a favor; Jamie James en su artículo para The New York Times presenta diferentes posiciones por parte de Roy Goodman, Christopher Hogwood, H. C. Robbins Landon y James Webster. A partir de 2019 la mayor parte de las orquestas con instrumentos modernos no utiliza el clavecín como continuo. No obstante, existen grabaciones con clavecín en el bajo continuo realizadas por: Trevor Pinnock (Sturm und Drang Symphonies, Archiv, 1989-1990); Nikolaus Harnoncourt (n.º 6–8, Das Alte Werk, 1990); Sigiswald Kuijken (incluidas las Sinfonías de París y Londres; Virgin, 1988-1995); Roy Goodman (Ej. n.º 1-25, 70-78, 82-87; Hyperion, 2002).

## Estructura y análisis
La sinfonía consta de cuatro movimientos:
- I. Adagio – Allegro assai, en do mayor 3
4
- II. Andante, en fa mayor 2
4
- III. Menuet. Allegretto – Trio, en do mayor 3
4
- IV. Finale. Allegro assai, en do mayor 2
4

La interpretación de esta obra dura aproximadamente entre 25 y 30 minutos.  

### I.Adagio – Allegro assai
El primer movimiento, Adagio – Allegro assai, está escrito en la tonalidad de do mayor, en compás de 3/4 y sigue la forma sonata. Se inicia con una introducción lenta, marcada Adagio, a la que sigue el cuerpo principal del movimiento, macado Allegro assai. La idea de la introducción lenta constituye en realidad una abreviación del movimiento lento que solía abrir la sonata da chiesa barroca. Haydn resuelve aquí el problema de unificar la introducción y el cuerpo principal del movimiento permitiendo que el material musical subsidiario de la introducción se convierta en el tema principal del Allegro assai. Presenta un carácter festivo y enérgico, como la mayoría de las sinfonías del compositor en la alegre tonalidad de do mayor.

### II.Andante
El segundo movimiento, Andante, está en fa mayor, en compás de 2/4 y adopta la forma de variación doble. El movimiento lento ofrece un carácter más reservado. Aunque posee un delicado lirismo y una sombría sección central en fa menor, en su conjunto resulta inesperadamente carente de emoción, tal vez un reflejo de las preocupaciones superficiales de la aristocracia francesa para la que se compuso la obra.

### III.Menuet. Allegretto– Trio
El tercer movimiento, Menuet. Allegretto – Trio, está en do mayor y en compás de 3/4. Se mantiene la atmósfera de dignidad contenida y distante. En palabras de Johnston, a veces uno desea las danzas más genuinamente alemanas que se encuentran en otros minuetos de Haydn.

### IV.Finale.Allegro assai
El cuarto y último movimiento, Finale. Allegro assai, retoma la tonalidad inicial, el compás de 2/4 y responde a una forma sonata allegro monotemática. El humorístico Finale destaca por su extensa coda que contiene una de las bromas más célebres de Haydn. Poco después de que se inicie la recapitulación la música llega a un entusiasta e inesperado "final" en tónica, seguido por cuatro compases de silencio que hacen que el público crea que la sinfonía ha concluido. Pero se reanuda suavemente el primer tema en la remota tonalidad de re bemol mayor.